# Faux-filet
Le faux-filet est un morceau de découpe du bœuf connu sous les termes  biftecks (de l'anglais beef steak, « tranche de bœuf à griller ») ou steaks (de l'anglais steak, « tranche de viande à griller »)  désignant toute tranche de viande rouge de viande bovine. D'un prix élevé, il est principalement mangé en grillade. C'est avec l'entrecôte, le plus apprécié des biftecks ou steacks. 

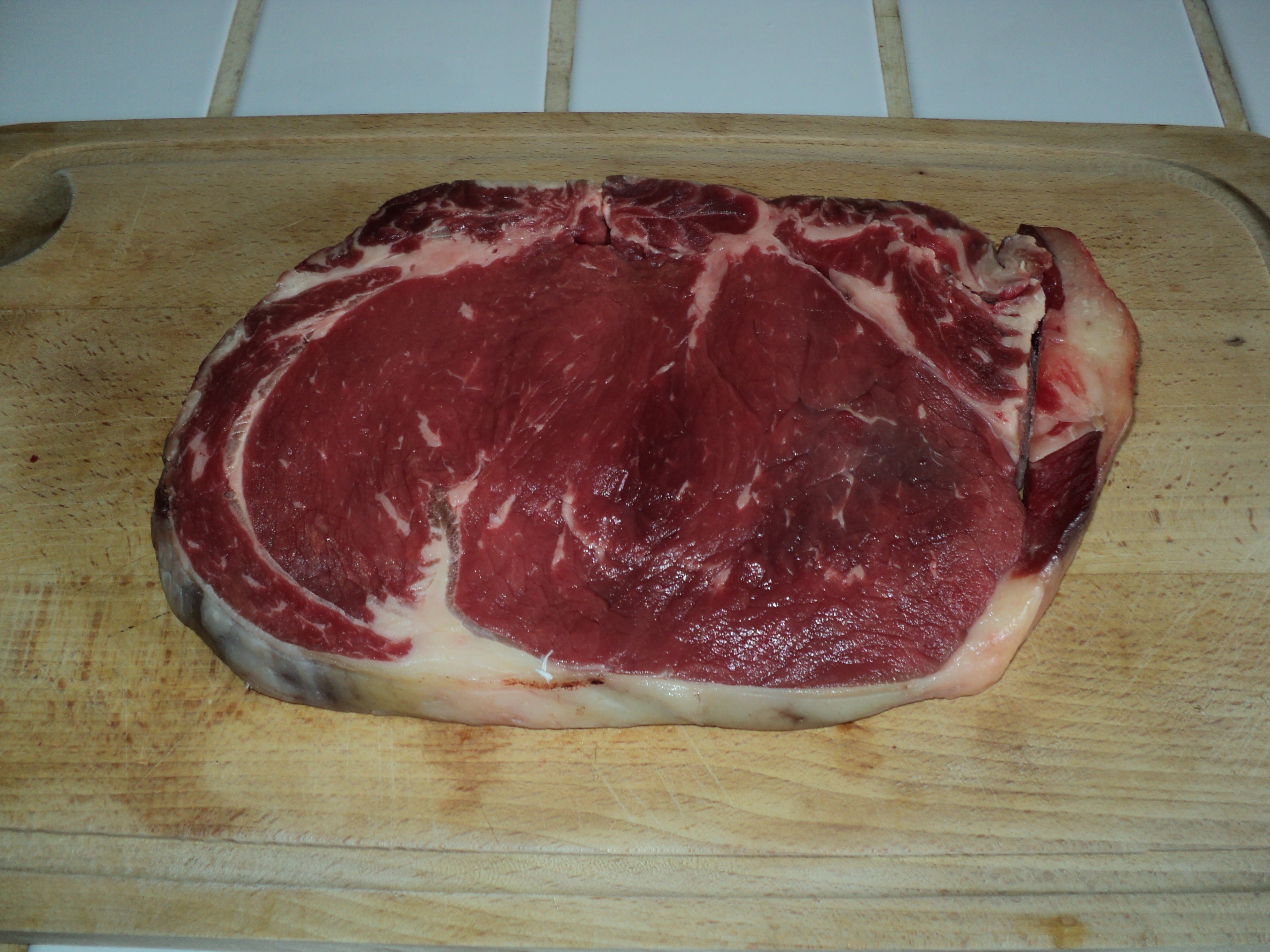
Une tranche de faux-filet d'à peu près 1,5 cm d'épaisseur.

Coupé en lanières et séché, c’est le biltong.
Il correspond à une découpe des muscles longissimus du dos et des côtes, glutéal moyen, transversaire épineux, et intercostaux internes et externes.